# 罗什福尔 (萨瓦省)
罗什福尔（法語：Rochefort，法語發音：[ʁɔʃfɔʁ] ⓘ）是法国萨瓦省的一个市镇，属于尚贝里区。

## 地理
罗什福尔（45°34'56"N, 5°43'20"E）面积5.6 平方千米，位于法国奥弗涅-罗讷-阿尔卑斯大区萨瓦省，该省份为法国东部省份，历史上为薩伏依的一部分，北起上萨瓦省，西接伊泽尔省和安省，南部和东部与上阿尔卑斯省和意大利接壤。
与罗什福尔接壤的市镇（或旧市镇、城区）包括：阿夫雷雪、阿延、诺瓦莱斯、圣玛丽达尔韦、沃雷勒德蒙贝勒。

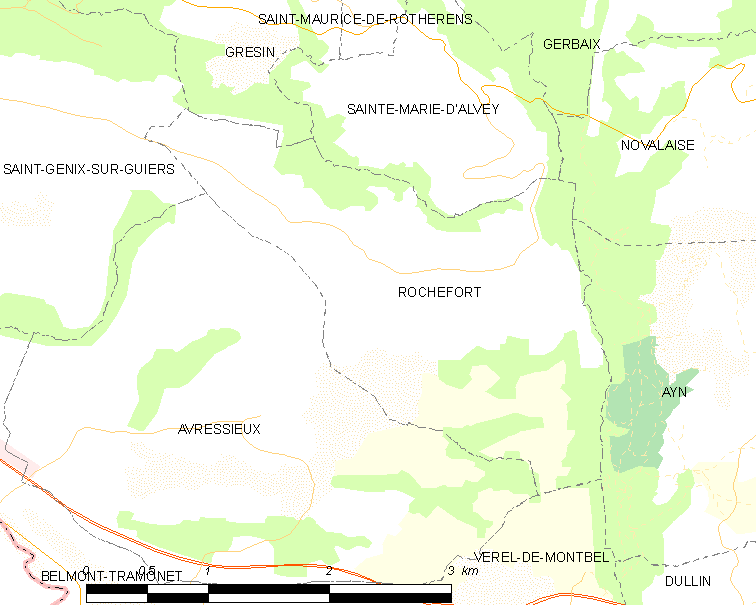
的OSM定位图

罗什福尔的时区为UTC+01:00、UTC+02:00（夏令时）。

## 行政
罗什福尔的邮政编码为73240，INSEE市镇编码为73214。

## 政治
罗什福尔所属的省级选区为萨瓦比热县。

## 人口

1962-2008年间人口变化图示

罗什福尔于2022年1月1日时的人口数量为250人。